# 長野県野沢南高等学校
長野県野沢南高等学校（ながのけんのざわみなみこうとうがっこう）は、長野県佐久市にある公立高等学校である。
文化祭は「鈴蘭祭」と称し、その名称は校章に由来する。
2007年度に多部制・単位制高等学校に転換が予定されていたが凍結された。
しかし、2020年3月24日、長野県の少子高齢化に伴う県立高等学校再編計画により2029年4月より野沢北高等学校と再編統合されることが決定した。

## 沿革
- 1911年4月10日 - 長野県町立野沢実科高等女学校として開校。
- 1918年3月27日 - 郡立に移管し、長野県郡立野沢高等女学校に改称。
- 1920年4月13日 - 長野県南佐久高等女学校に改称。
- 1922年4月1日 - 県立に移管。
- 1925年4月1日 - 長野県野沢高等女学校に改称。
- 1948年4月1日 - 学制改革により、長野県野沢南高等学校となる。
- 1951年4月1日 - 定時制課程を併設。
- 1972年 - 新校舎へ移転。
- 1975年4月1日 - 男女共学の実施。
- 2003年4月1日 - 制服の廃止。
- 2011年 - 全日制100周年・定時制60周年記念式典。

## 教育目標
- 民主的社会について正しい判断力と道義心を養う。
- 教養を高めて個性の伸長を期する。
- 知識技能を磨き健康を増進して生活力を高める。
- 職業について適正な進路を決定させる。

## 著名な出身者
- 白井光子 - メゾ・ソプラノ歌手
- 柳沢京子 - 切り絵作家
- 入船亭扇好 - 落語家
- 上原作和 - 国文学者、明星大学教授
- 白井悠介 - 声優
- 小池芳子-ソプラノ歌手
- 小宮山ひで-田中清玄の妻、元日本共産党活動家[2]、小宮山新一の妹

## 校章
三角形状の台座に鈴蘭を円形に描き、中に高の文字。

## 校歌・応援歌
- 校歌（作詞：井出孫六 作曲：平井康三郎）

## 最寄駅
- 東日本旅客鉄道小海線：中込駅